# Louise Cronstedt
Louise Cronstedt (* 7. November 1997 in Lund, Schweden) ist eine schwedische Handballspielerin, die zuletzt beim schwedischen Verein HK Malmö unter Vertrag stand.

## Karriere
Louise Cronstedt begann das Handballspielen beim schwedischen Verein Dalhems IF. Anschließend wechselte sie zu LUGI HF. Mit der Jugendmannschaft von LUGI wurde sie 2016 schwedische Vizemeisterin. Cronstedt wurde beim Finalturnier in das All-Star-Team berufen. In der Saison 2015/16 absolvierte die Rückraumspielerin ihre ersten Erstligaeinsätze für die Damenmannschaft von LUGI. Im Februar 2017 wurde Cronstedt anfangs vom schwedischen Zweitligisten OV Helsingborg HK ausgeliehen, für den sie anschließend dreieinhalb Jahre auflief. Im Sommer 2020 wechselte sie zum deutschen Bundesligisten HL Buchholz 08-Rosengarten. Mit Rosengarten stand sie im Finale des DHB-Pokals 2020/21. Nach der Spielzeit 2021/22 verließ sie die HL Buchholz 08-Rosengarten. Zudem war sie in dieser Saison mit einem Zweitspielrecht für den Drittligisten SV Grün-Weiß Schwerin ausgestattet. Danach kehrte sie zurück nach Schweden. Nachdem Cronstedt anschließend pausiert hatte, unterschrieb sie im April 2023 einen für die Saison 2023/24 gültigen Vertrag beim schwedischen Verein HK Malmö.
Cronstedt ist seit dem Jahr 2024 als Physiotherapeutin beim schwedischen Fußballverein Trelleborgs FF tätig.